# Musonycteris harrisoni
Musonycteris harrisoni (Bananfladdermus en: Banana bat) är en fladdermusart som beskrevs av Schaldach och McLaughlin 1960. Musonycteris harrisoni är ensam i släktet Musonycteris som ingår i familjen bladnäsor. IUCN kategoriserar arten globalt som sårbar. Inga underarter finns listade i Catalogue of Life.
Fladdermusen upptäcktes i en blommande bananodling. Därför valdes det vetenskapliga släktnamnet Musonycteris som är sammansatt av arabiska musa (banan) och grekiska nycteris (fladdermus). Artepitet hedrar Ed N. Harrison som hjälpte William Joseph Schaldach vid sina forskningar i Mexiko.

## Utseende
Arten blir 70 till 79 mm lång (huvud och bål), har en 8 till 12 mm lång svans och 41 till 43 mm långa underarmar. Den har på ovansidan en mörkbrun färg med undantag av axeln som är liksom framsidan ljusbrun. Musonycteris harrisoni har liksom närbesläktade bladnäsor en lång tunga, ett blad (hudflik) på näsan och långa smala kindtänder. Nosen är ännu längre än hos andra bladnäsor och det finns större klaff mellan kindtänderna. Honor är med cirka 11 g lite lättare än hanar som väger ungefär 12,5 g.

## Utbredning och habitat
Musonycteris harrisoni förekommer i västra Mexiko. Den vistas i låglandet och i bergstrakter upp till 1700 meter över havet (sällan ännu högre). Habitatet utgörs av torra buskskogar och lövfällande skogar. Typiska växter i utbredningsområdet är Cordia alliodora, medlemmar av bresiljesläktet (Caesalpinia), Lysiloma divaricata och arter av tabebujasläktet (Tabebuia). Regionen har en regntid under sommaren och en längre torr period.

## Ekologi
Individerna vilar under överhängande klippor, i grottor och i vägtrummor. De äter främst nektar och pollen liksom insekter. Arten delar ibland viloplatsen med andra fladdermöss av släktena Glossophaga, Macrotus eller Desmodus.